# Une mère comme on n'en fait plus
Une mère comme on n'en fait plus est un téléfilm français réalisé par Jacques Renard en 1996. Il dure 90 minutes.

## Fiche technique
- Réalisateur : Jacques Renard
- Scénario : Claude Cauwet
- Date de sortie : 21 mai 1997

## Synopsis
Laurent, à 35 ans, a une idée toute simple du bonheur : sa banlieue ouvrière, le modeste pavillon où il a toujours vécu, sa mère, Simone, qui l'adore, le souvenir de son père qu'il accompagnait vendre «l'Huma», et enfin... son groupe industriel, numéro un dans son secteur. Il est loin le temps où sa mère devait effectuer des ménages pour faire bouillir la marmite. Et pourtant, bien que multimillionnaire, elle n'a rien changé à ses habitudes. Aujourd'hui, elle brique sa maison et tricote des layettes pour les bébés du quartier en attendant les petits enfants que Laurent ne semble pas pressé de lui donner. Récemment nommé chef d'entreprise de l'année, il doit soudainement faire face à une crise sociale au sein de sa société. Habitué à la négociation et à la concertation, il pense que, comme toujours, tout va s'arranger. Mais après un malentendu avec les délégués syndicaux, Laurent durcit sa position. C'est la grève générale. Ce conflit lui permet néanmoins de se rapprocher de son assistante, Audrey. Mais maladresses, incompréhensions et quiproquos entraînent bientôt la rupture entre Laurent, sa mère et le quartier, et le brouillent avec Audrey. Entre-temps, Simone s'est mise en quête d'une femme pour son fils...

## Distribution
- Annie Cordy : Simone
- Artus de Penguern : Laurent
- Nathalie Boutefeu : Audrey
- Cécile Vassort : Maïté
- Agathe Chouchan : Jennifer
- Lorella Cravotta : la directrice
- Charlotte Maury : Mme Navarro